# 中村康宏
中村 康宏（なかむら やすひろ）は、日本の医師、産業医、専門家タレント。

## 略歴
出典：
関西医科大学卒業後、国家公務員共済組合連合会 虎の門病院に入職。その後、米国医師免許試験を突破しアメリカ・ニューヨークへ留学。
帰国後、「中村康宏内科クリニック」を京都で開業。
その後、日本初のアメリカ抗加齢学会施設認定を受けた「虎の門中村康宏クリニック」を東京で開業し、予防に特化した医療サービスを提供している。
また、専門家タレントとして、WEBメディアを中心に医療、予防医療についての啓蒙活動も行う。

## メディア実績
出典：

### WEB
- サライ.jp（小学館）
- VoCE[5]（講談社）
- 現代ビジネス（講談社）
- マネー現代[6]（講談社）
- Suits-woman.jp（小学館）
- ハフポスト[7]（Huffington Post）

### テレビ
- しゃべくり007（日本テレビ）※出川哲朗の健康診断医として企画参加

### 雑誌
- 経済界（株式会社経済界）

### その他
- シティリビング（サンケイリビング）